# Pentax K-1

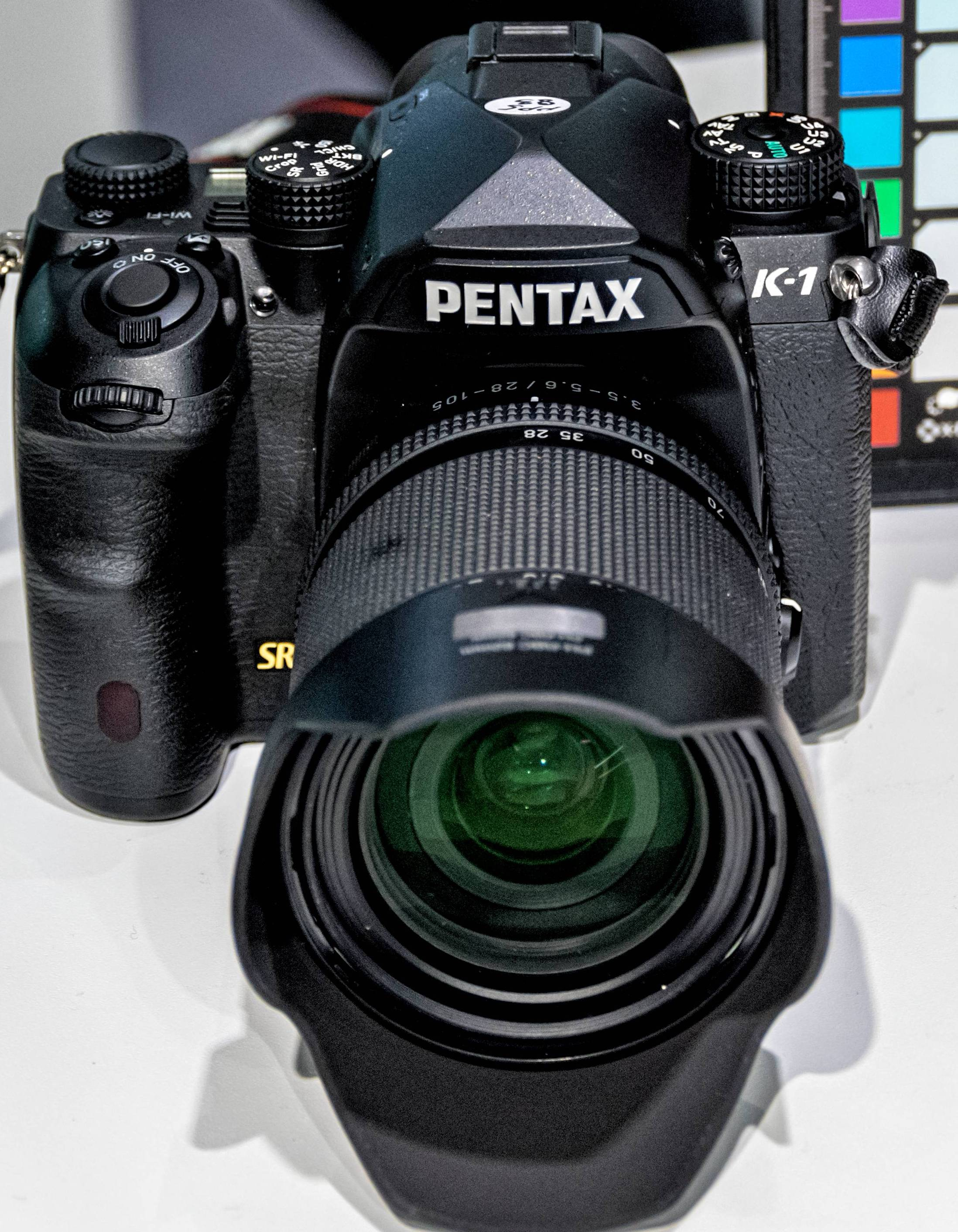
Pentax K-1

La Pentax K-1 è il primo modello DSLR full-frame prodotto da Ricoh con il marchio Pentax, la sua uscita sul mercato è stata annunciata il 17 febbraio 2016.
Di fatto diventa l'ammiraglia per il sistema Pentax K-mount, ed include nuove e migliorate caratteristiche, incluso il sistema di stabilizzazione a cinque assi SR II,  un ridisegnato LCD flessibile su quattro montanti metallici consentendo la rotazione intorno all'asse ottico oltre all'inclinazione verso l'alto e verso il basso, e sistemi di autofocus e misurazione migliorati.

## Caratteristiche tecniche
- È presente un innovativo sistema di stabilizzazione a spostamento di sensore denominato Shake Reduction II incorporato nel corpo macchina, questo provvede a compensare i movimenti della fotocamera sui cinque assi. Questo sistema garantisce una stabilità tale come se sulla fotocamera fosse impostata un tempo di scatto cinque volte più rapido (-5 stop).[1]
- Non è presente il filtro passa-basso.
- È compatibile con la serie di ottiche full-frame proprietarie, ma può montare anche i modelli per le APS-C di Pentax in modalità crop. Il display da 3,2 pollici presenta un meccanismo di aggancio che ne permette l'inclinazione sia in senso verticale sia in orizzontale.
- È presente una modalità Astrotracer che sfrutta il ricevitore GPS integrato per spostare il sensore di quel tanto che basta a compensare il movimento dei corpi celesti per riprese di astrofotografia. Peccato che in molti esemplari la modalità non funzioni perfettamente, in particolare la calibrazione precisa..
- È presente un sistema denominato Pixel Shift Resolution, in questa modalità vengono catturate in rapida sequenza quattro immagini con uno spostamento del sensore di un singolo pixel senza che avvenga la chiusura dell'otturatore per poi creare un'immagine composita finale ottenendo un numero maggiore di informazioni per singolo pixel.
- È presente il sensore Auto-focus a 33 punti Safox 12, pur prevedendo un numero di punti più basso rispetto a dirette concorrenti, questi sono distribuiti su una superficie più ampia.

Ricoh ha continuato ad aggiornare la fotocamera dopo il rilascio attraverso aggiornamenti del firmware scaricabili gratuitamente. Questi hanno aggiunto funzionalità, tra cui una modalità di visione notturna e un timer per la modalità Bulb.